# Ixeridium
Ixeridium — рід азіатських квіткових рослин родини складноцвітих (Asteraceae).

## Види
Види:
- Ixeridium aculeolatum C.Shih - Тибет
- Ixeridium alpicola (Takeda) Pak & Kawano - Японія
- Ixeridium beauverdianum (H.Lév.) Spring. - Бутан, Японія, Непал, Таїланд , В'єтнам, Китай
- Ixeridium biparum C.Shih - південний Китай
- Ixeridium dentatum (Thunb. ex Thunb.) Tzvelev - Курильські острови, Китай, Японія, Корея, Філіппіни
- Ixeridium gracile (DC.) Pak & Kawano - Непал, Бутан, Сіккім, Ассам, Тибет, Юньнань
- Ixeridium kurilense Barkalov - Курильські острови
- Ixeridium laevigatum (Blume) Pak & Kawano - Китай, Японія, Корея, Ассам, Філіппіни, Індокитай, Малайзія, Індонезія, Нова Гвінея
- Ixeridium parvum (Kitam.) Pak & Kawano - Кюсю
- Ixeridium sagittarioides (C.B.Clarke) Pak & Kawano - Юньнань, Бутан, Індія, М'янма, Непал, Таїланд
- Ixeridium sandsii D.J.N.Hind & R.J.Johns - Нова Гвінея
- Ixeridium siamense (Kerr) Pak & Kawano - Таїланд
- Ixeridium subacaule (J.Kost.) Pak & Kawano - Нова Гвінея
- Ixeridium transnokoense (Sasaki) Pak & Kawano -Тайвань
- Ixeridium yakuinsulare (Yahara) Pak & Kawano - Кюсю
- Ixeridium yunnanense C.Shih -Юньнань